# Nick Brown (homme politique)
Pour les articles homonymes, voir Brown et Nick Brown.
Nicholas Hugh Brown, né le 13 juin 1950 à Hawkhurst, est un homme politique britannique du Parti travailliste.
Il est député pour Newcastle upon Tyne East depuis 1983.
Il a été ministre de l'Agriculture, de la Pêche et de l'Alimentation, ministre d'État au Travail et whip en chef adjoint. Il a également rempli trois mandats distincts en tant que whip en chef du Parti travailliste, de 1997 à 1998, de 2008 à 2010 et de 2016 à aujourd'hui.

## Jeunesse
Brown est né à Hawkhurst, Kent, et grandit à Royal Tunbridge Wells à proximité, fréquentant Tunbridge Wells Grammar School for Boys avant d'étudier à l'Université de Manchester. Après avoir obtenu son diplôme, il travaille dans la publicité pour Procter & Gamble, mais en 1978, il devient conseiller juridique de la région nord du GMBATU, basée à Newcastle upon Tyne. En 1980, il est élu au conseil municipal de Newcastle, représentant le quartier Walker.

## Carrière politique
Lorsque Mike Thomas, le député travailliste de Newcastle upon Tyne East, fait défection au Parti social-démocrate, Brown est choisi comme nouveau candidat du Parti travailliste pour le siège, le conservant facilement lors des élections générales de 1983. Il rejoint le banc avant du Labour en 1985 en tant que porte-parole des affaires juridiques, puis à partir de 1988, il est porte-parole du Trésor et à partir de 1994, il suit la santé.
Élu à l'origine aux Communes la même année que Gordon Brown et Tony Blair, il est initialement proche des deux hommes, mais au fil du temps, il devient l'allié le plus fidèle de son homonyme Brown, bien que les deux ne soient pas spécialement liés. Lors de l'élection à la direction du Parti travailliste en 1994, il est directeur de campagne officieux de Brown et, selon le biographe de Gordon Brown, Paul Routledge, lui déconseille de se retirer du scrutin en faveur de Blair.
En 1995, il est nommé whip en chef adjoint et joue un rôle central au Parlement pour tenter de vaincre les conservateurs. Après la victoire de 1997 du Labour, il est nommé whip en chef, mais n'y reste qu'un an et est muté au ministère de l'Agriculture, des Pêcheries et de l'Alimentation en 1998. Ce changement, qui suit la publication de la biographie de Routledge au début de l'année, est largement considéré comme une rétrogradation, et attribuée à son lien étroit avec Brown.
Son mandat au MAFF voit plusieurs crises de santé animale se terminer avec la crise de la fièvre aphteuse de 2001. La gestion par Brown de l'épidémie est critiquée, bien qu'il ait toujours été soutenu par les industries agricoles et alimentaires et la profession vétérinaire. Il est nommé comme ministre du Travail, avec rang de membre du Cabinet sans droit de vote, au Département du travail et des pensions après les élections générales de 2001. En juin 2003, il est renvoyé du gouvernement, recevant des nouvelles de son limogeage par Tony Blair au cours d'une fête organisée pour marquer ses 20 ans en tant que député.
Il reste étroitement allié à Gordon Brown. En 2004, il est l'un des organisateurs d'une rébellion contre les propositions du gouvernement concernant le financement des bourses des étudiants, mais quelques heures avant le vote, il annonce qu'il a reçu des concessions du gouvernement et qu'il va désormais le soutenir. On soupçonne le chancelier de l'échiquier de lui avoir ordonné de reculer, mais l'affaire lui coûte une certaine crédibilité. Le 29 juin 2007, il est nommé nouveau whip en chef adjoint de Brown et ministre du Nord-Est. À la suite d'un remaniement ministériel, il retrouve son poste gouvernemental initial de whip en chef du gouvernement, conservant son poste de ministre du Nord-Est.
En 2009, il est chargé d'enquêter sur les demandes de remboursement douteuses des députés travaillistes. Selon The Daily Telegraph, entre 2004 et 2008, il a lui-même réclamé un total de 87 708 £ pour son domicile de circonscription, dont 18 800 £ pour la nourriture. Les indemnités demandées, sans présentation de reçus, comprenaient 200 £ par mois pour les réparations, 200 £ par mois pour le service et l'entretien et 250 £ par mois pour le personnel de ménage .
Le 29 septembre 2010, le chef du Parti travailliste nouvellement élu, Ed Miliband demande à Brown de ne pas se présenter aux élections en tant que whip en chef de l'opposition en raison de la nécessité d'une "rupture avec le passé".
Le 6 octobre 2016, Brown est renommé whip en chef du parti travailliste, sous la direction de Jeremy Corbyn, avec qui il a une amitié personnelle et il continue à jouer un rôle important dans les débats parlementaires et les votes sur le Brexit en 2018 et 2019. Ce renouvellement signifie que Brown est la seule personne à avoir occupé le poste à trois reprises, sous trois dirigeants différents et en trois décennies différentes.

## Vie privée
Nick Brown est ouvertement gay et le rend public en 1998 alors qu'il est au cabinet, ce qui provoque des controverses en raison de la couverture par les tabloïds de l'orientation sexuelle de Brown. En 2001, il obtient la citoyenneté de la ville de Newcastle upon Tyne, le même jour que Alan Shearer. Brown est un partisan de la British Humanist Association. Il est membre honoraire de la National Secular Society.